# شاتوبلیر
شاتوبلیر (به لاتین: Chateaubelair) یک منطقهٔ مسکونی در سنت وینسنت و گرنادین‌ها است که در سنت دیوید پریش، سنت وینسنت و گرنادین‌ها واقع شده‌است.